# Dindica tienmuensis
Dindica tienmuensis là một loài bướm đêm trong họ Geometridae.